# Arabian Nights...
 (juillet 2009).
Si vous disposez d'ouvrages ou d'articles de référence ou si vous connaissez des sites web de qualité traitant du thème abordé ici, merci de compléter l'article en donnant les références utiles à sa vérifiabilité et en les liant à la section « Notes et références ».
Albums de The Ritchie Family
Brazil... Life Is Music
Arabian Nights… est le titre du second album du groupe The Ritchie Family sorti en 1976.

## Autour de l'album
Il est basé sur un medley de trois chansons réunies sur une face entière de l'album. Il s'ouvre sur ce qui restera le plus gros succès du groupe : The Best Disco in Town. En plein essor de la mode disco, les producteurs Jacques Morali et Ritchie Rome font enregistrer au groupe une chanson hymne qui réunit quelques-uns des premiers succès que la mode avait lancés.
La chanson couvrira, de par sa longueur, les deux faces du seul 45 tours qui sera commercialisé, The Best Disco in Town. Il atteindra le sommet du Club Charts aux États-Unis durant une semaine au cours de l'été 1976 et la seconde place dans les charts aux Pays-Bas ainsi que le top 20 de nombreux pays.

## Arabian Nights...

### Face A
- The Best Disco in Town, 6 min 39 s
- Baby I'm on Fire, 5 min 05 s
- Romantic Love, 5 min 58 s

### Face B
Arabian Nights Medley, 14 min 28 s
- Istanbul (Not Constantinople)
- Lawrence of Arabia (More Than Yesterday, Less Than Tomorrow)
- In a Persian Market (Show Me How You Dance)

## Singles
- The Best Disco in Town (part 1) 3 min 16 s/ (part 2) 3 min 25 s - Bestsellers records Belgique 7"
- Istanbul (4 min 02 s) / Baby I'm on Fire (5 min 05 s) - Able records Canada 7"
- In a Persian Market (6 min 02 s) / Istanbul (4 min 02 s) - Lawrence of Arabia (3 min 57 s) - ST records Thaïlande 7"

Pour les besoins du best of sorti en 1995, ce medley est édité dans une version d'environ 7 minutes.